# Ryosuke Okuno
Ryosuke Okuno (奥野 僚右, Okuno Ryosuke, Kyoto, 13 november 1968) is een Japans voormalig voetballer die als verdediger speelde.

## Carrière
Ryosuke Okuno speelde tussen 1993 en 2003 voor Kashima Antlers, Kawasaki Frontale, Sanfrecce Hiroshima en Thespa Kusatsu.